# Swamplord
Swamplord è il primo album dei Kalmah, pubblicato nel 2000.

## Tracce
1. Evil in You – 5:08
2. Withering Away – 3:34
3. Heritance of Berija – 4:30
4. Black Roija – 4:15
5. Dance of the Water – 4:31
6. Hades – 4:25
7. Alteration – 4:42
8. Using the Word – 5:07
9. The Blind Leader (Japanese edition bonus track) – 3:12
10. Vezidoroga (Japanese edition bonus track) – 3:49

## Formazione
- Pekka Kokko - voce, chitarra ritmica
- Antti Kokko - chitarra solista
- Altti Veteläinen - basso
- Pasi Hiltula - tastiere
- Petri Sankala - batteria